# Kees Raedts
Cornelis Ernestus Petrus Maria (Kees) Raedts (ur. 8 maja 1898 w Venray, zm. 9 kwietnia 1983 w Heerlen) – holenderski polityk i inżynier górnictwa, deputowany krajowy i europejski.

## Życiorys
Z zawodu inżynier górnictwa. Przez całą karierę zawodową związany z koncernem górniczym Oranje-Nassaumijn działającym w okolicy Heerlen. Od 1949 do 1950 pełnił funkcję głównego inżyniera w jednej z kopalni, następnie do 1963 pozostawał dyrektorem tego przedsiębiorstwa.
Związał się z Rzymskokatolicką Partią Stanu, a następnie z jej następczynią Katolicką Partią Ludową. Od 1954 do 1966 zasiadał w radzie prowincji Limburgia. Był deputowanym Eerste Kamer w latach 1963–1969, od 1967 do 1970 oddelegowany do Parlamentu Europejskiego. Zasiadał także w Zgromadzeniu Międzyparlamentarnym Beneluksu i Zgromadzeniu Parlamentarnym NATO.
Od 1923 żonaty z Sophią Ruemkens, mieli sześcioro dzieci. Zmarł w wyniku wypadku drogowego.